# Фрайбурзька вантажна обхідна залізниця
Фрайбурзька вантажна обхідна залізниця (нім. Güterumgehungsbahn Freiburg) — залізнична лінія на заході Фрайбург-ім-Брайсгау, призначена виключно для вантажних перевезень. 
Обхідна вантажна лінія дозволяє вантажним поїздам обходити жваву станцію Фрайбург-Головний прямим окремим маршрутом.
Вантажна обхідна лінія відноситься до магістральних, двоколійна на всьому маршруті і електрифікована повітряними лініями. 
Відноситься до вищого класу лінійки D4, тобто допустиме навантаження на вісь становить 22,5 т, а на колію — 8,0 т/м.

## Історія
Щоб зменшити вантажний трафік через Фрайбург-Головний, в 1901-05 рр. побудовано станцію Фрайбург-Товарний. Спочатку планувалося розташування на південь від станції Фрайбург-Головний на залізниці Мангайм — Базель. 
Однак, оскільки це викликало протести з боку громадськості, станцію побудували на захід від центру міста.
Оскільки ця територія розташована далеко від існуючих залізничних ліній, її сполучили новою залізничною лінією, яка має сполучення із Райнтальбаном. 
Новий маршрут спроектовано прямим, тому він майже на один кілометр коротший за старий маршрут через Фрайбург-Головний.
Обхідну вантажну лінію відкрито 4 вересня 1905 року. 
Тоді вона була ще далеко за межами міста; Штюлінгер і Гаслах були єдиними населеними пунктами на захід від магістралі. 
Вантажна обхідна лінія на початок XXI століття сполучена з Брайзахською залізницею сполучною кривою в північно-західному напрямку до Брайзаха. 
Спочатку також була сполучна крива в південно-західному напрямку. 

Її зруйнували під час Другої світової війни. 
У 2001 році на місці сполучної кривої в південно-західному напрямку була побудована нова будівля Інституту систем сонячної енергії Фраунгофера. 

За понад 100 років місто розширилося далеко на захід, так що сьогодні вантажна залізниця проходить через забудовані території, а не через поля. 

## Майбуття
У рамках розширення та нового будівництва лінії Карлсруе — Базель далеко за межами міста будується нова вантажна обхідна залізниця, яка обійде Фрайбург вздовж автобану A5. 

На новій залізниці всі вантажні поїзди далекого прямування курсуватимуть навколо Фрайбурга. 
У результаті жодні інші вантажні потяги не курсуватимуть старою вантажною лініэю, за винятком автопоїздів, які починаються або закінчуються на вантажній станції Фрайбурга, так що стару вантажну обхідну лінію можна буде використовувати для інших цілей.
Тому в рамках проекту «Breisgau S-Bahn 2020» маршрут обслуговуватиметься поїздами S-Bahn на маршрутах Фрайбург-Головний – Бад-Кроцінген – Штауфен – Мюнстерталь і Фрайбург-Головний – Ельцах. 
З цією метою мають бути створені дві нові сполучні криві — одна сполучить північну, а друга – південну частину вантажної обхідної лінії в напрямку Фрайбург-Головний з лінією Брайзах. 
Крім того, уздовж маршруту планується побудувати п’ять зупинок Туллаштрассе, Мессебангоф, Рунцматтенвег, Гаслах і Зт. Георген. 